# Calliotropis pelseneeri
Calliotropis pelseneeri is een slakkensoort uit de familie van de Eucyclidae. De wetenschappelijke naam van de soort is voor het eerst geldig gepubliceerd in 1977 door Cernohorsky.